# Наравагана
Равал Наравагана (гінді नरवाहन; д/н — 973) — магараджа Медапати (Мевару) в 971—973 роках.

## Життєпис
Походив з династії Гухілотів. Син Аллати. Відомостей про нього обмаль. Посів трон 971 року. Змушений був продовжити війну проти династії Парамара. 973 року зазнав поразки від військ магараджахіраджи Сіяки II або Вакпаті II, загинувши у битві. Ворог зумів захопити стоицю Ахар та важливу фортецю Читтор, а східна частина Медапати була приєднано до безпосередніх володінь Парамара.
Син загиблого Шалівахана втік до Дгавали (з побічної гілки Раштракутів), магараджи Гастікунді, за допомогою якого почав боротьбу. Але повернути Ахар вдалося лише його братові і наступнику Шактікумару.